# 深圳汉国城市商业中心
深圳汉国城市商业中心是中国深圳市一处329米的摩天大楼，位于深南中路南侧，华强北商圈。由美国SOM建筑事务所设计，2017年竣工。该楼用于商业办公和酒店公寓。